# Требелно
Требелно (словен. Trebelno) — поселення в общині Мокроног-Требелно, регіон Південно-Східна Словенія, Словенія.